# 海南鹿角藤
海南鹿角藤（学名：Chonemorpha splendens）是夹竹桃科鹿角藤属的植物，是中国的特有植物。分布于中国大陆的海南、云南等地，生长于海拔600米至1,300米的地区，常生长在山谷中或疏林中，目前尚未由人工引种栽培。